# Koyama Akiko
Koyama Akiko (jap. 小山 明子; * 27. Januar 1935 in der Präfektur Chiba, Japan) ist eine japanische Schauspielerin.

## Leben
Koyama Akiko wurde als fünftes Kind und einzige Tochter einer wohlhabenden Familie geboren. In jungen Jahren wurde sie von Kiyoshi Takamura entdeckt, dem späteren Leiter der Shōchiku Ofuna Studios. Im Jahr 1955 debütierte sie und wurde schnell zu einem Star des japanischen Films. Im Lauf ihrer Karriere spielte sie in mehr als 90 Filmen, Serien und Theaterstücken mit.
Koyama Akiko war die Ehefrau des Regisseurs Nagisa Ōshima, in dessen Filmen Im Reich der Leidenschaft, Im Reich der Sinne und Der Junge sie mitspielte.

## Filmografie (Auswahl)
- 1960: Nacht und Nebel über Japan
- 1968: Tod durch Erhängen
- 1969: Der Junge
- 1972: Kleine Sommerschwester
- 1978: Im Reich der Sinne
- 1978: Im Reich der Leidenschaft